# کوئینتون (سی‌دی‌پی)، نیوجرسی
کوئینتون (به انگلیسی: Quinton) یک منطقهٔ مسکونی در ایالات متحده آمریکا است که در کوینتون، نیوجرسی واقع شده‌است. کوئینتون ۲٫۳۵۴ کیلومتر مربع مساحت و ۵۸۸ نفر جمعیت دارد و ۷ متر بالاتر از سطح دریا واقع شده‌است.